# Micrargus
Micrargus là một chi nhện trong họ Linyphiidae.